# Cantó de Ligné
El cantó de Ligné (bretó Kanton Legneg) és una divisió administrativa francesa situat al departament de Loira Atlàntic a la regió de Loira Atlàntic, però que històricament ha format part de Bretanya.

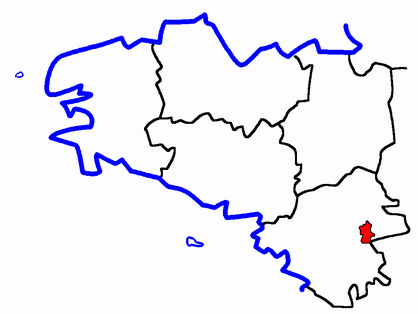
Situació del cantó

## Composició
El cantó aplega 4 comunes: 
| Nom francès | Nom bretó | Població | km²    | Codi Postal | Codi INSEE |
| Couffé      | Koufeg    | 1.790    | 39,97  | 44521       | 44048      |
| Le Cellier  | Keller    | 3.448    | 35,99  | 44850       | 44028      |
| Ligné       | Legneg    | 2.948    | 45,41  | 44850       | 44082      |
| Mouzeil     | Mouzel    | 1.213    | 18,87  | 44850       | 44107      |
| Cantó       | Legneg    | 9.399    | 140,24 | -           | 4416       |

## Història
| Data d'elecció                           | Identitat       | Partit             | Qualitat |
| ---------------------------------------- | --------------- | ------------------ | -------- |
| 1994-2004                                | Hervé Brehier   | UDF                |          |
| 2004-                                    | Maurice Perrion | UDF, després MoDem |          |
| les dades anteriors no són pas conegudes |                 |                    |          |
|                                          |                 |                    |          |